# Алвес, Марсело
Марсело Алвес Сантос (порт. Marcelo Alves Santos, более известный, как Марсело Алвес порт. Marcelo Alves; род. 7 февраля 1998, Рио-де-Жанейро) — бразильский футболист, защитник бразильского клуба «Мадурейра», выступающий на правах аренды за «Сочи».

## Клубная карьера
Алвес — воспитанник клуба «Мадурейра». В 2017 году он был включён в заявку основной команды на сезон. В 2018 и 2019 годах Марсело на правах аренды выступал за «Барра да Тужука» и «Рио-Бранко». Летом 2020 года Алвес был арендован «Васко да Гама». 3 сентября в матче против «Сантоса» он дебютировал в бразильской Серии A. В начале 2021 года Марсело на правах аренды присоединился к «Витория Славадор». 29 мая в матче против «Гуарани» он дебютировал в бразильской Серии B.
В начале 2022 года Алвес был арендован португальской «Тонделой». 7 марта в матче против «Белененсеша» он дебютировал в Сангриш лиге. По итогам сезона клуб вылетел из элиты. 6 августа в матче против «Насьонал Фуншал» он дебютировал в Сегунда лиге. 5 сентября в поединке против «Эштрелы» Марсело забил свой первый гол за «Тонделу».
24 июня 2023 года перешёл в «Сочи» на правах аренды с приоритетным правом выкупа.